# Mádi Szabó Gábor
Mádi Szabó Gábor (Nyíregyháza, 1922. augusztus 30. – Budapest, 2003. március 6.) Kossuth- és Jászai Mari-díjas színművész, érdemes és kiváló művész.

## Élete
Mádi Szabó József és az orosz származású Traber Franciska gyermekeként született. Az Óbudai Árpád Gimnáziumban Szabó Gábor 1938-ban a VII.a. osztály, 1939-ben a VIII.a osztály tanulója. Pünkösti Andornál, a Madách Színházban kezdte pályáját 1942-ben. 1946-tól a Nemzeti Színházban játszott, majd 1950-től az Ifjúsági Színház, 1957-től pedig a Petőfi Színházban. 1959-től a Vígszínház, 1963-tól a szolnoki Szigligeti Színház, 1964-től pedig a József Attila Színház színésze volt.

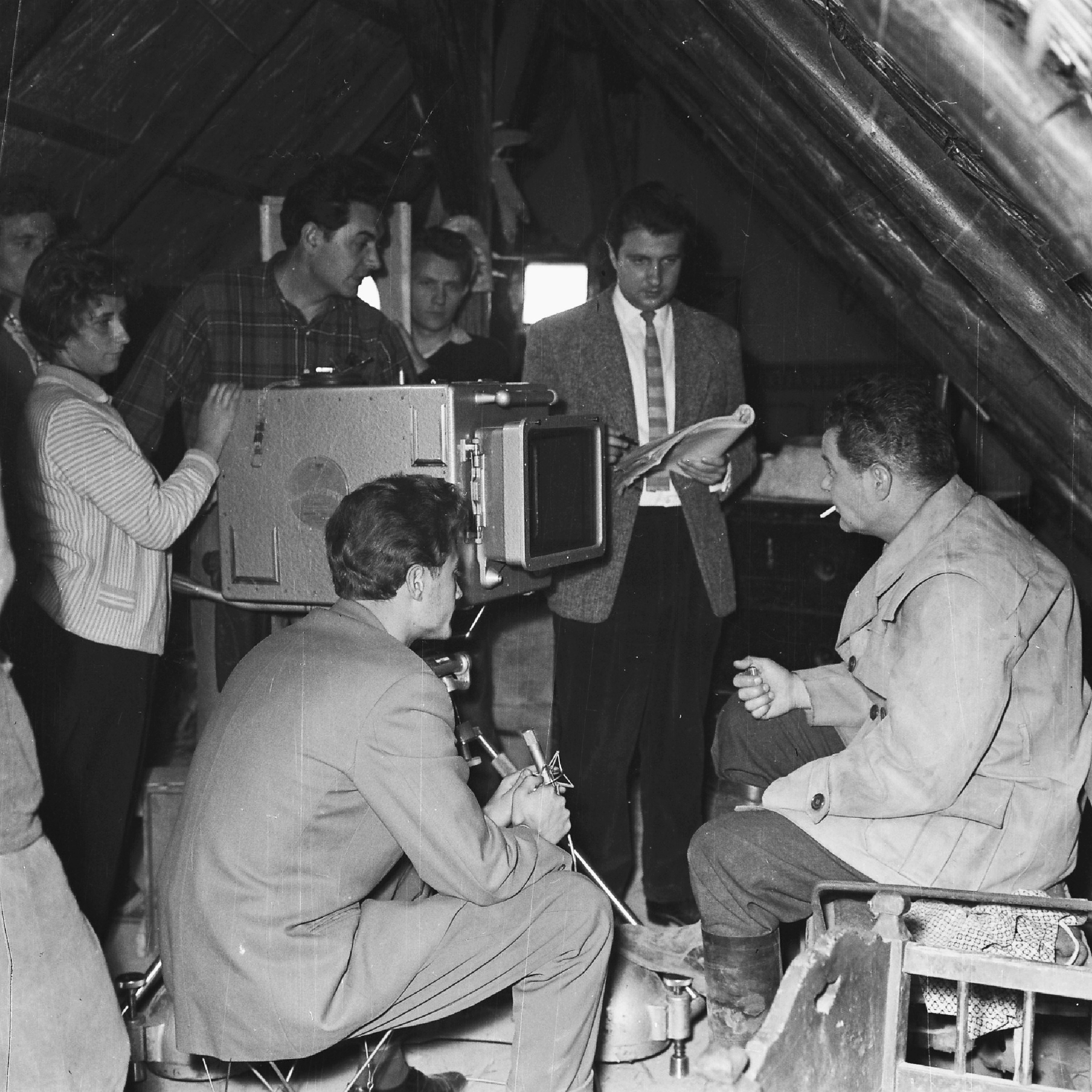
Televíziós külső felvételen, 1960

1970-ben Pécsre szerződött, 1972-től újra a Vígszínház, 1986-tól a budapesti Katona József Színház tagja volt. Átütő egyéniség, a színészi eszköztár legegyszerűbb eszközeivel is képes volt a legszélsőségesebb indulatok ábrázolására. Több filmben és tévéjátékban nyújtott sikeres alakítást.

## Színházi szerepei
- Gromov (Csodák országa)
- George (Tamás bátya kunyhója)
- Hernando (Lope de Vega: Donna Juana)
- Kiss Gáspár (Földes Mihály: Mélyszántás)
- Mac Donald őrmester (Amerika hangja)
- Matvej Nikolájevics Szincóv (Gorkij: Ellenségek)
- Petúr bán (Katona József: Bánk bán)
- Iskolaparancsnok (Hámos György: Aranycsillag)
- Tüttő Gábris (Urbán Ernő: Gál Anna diadala)
- Sam Gibson (A második front mögött)
- Theseus (William Shakespeare: Szentivánéji álom)
- Vívómester (Molière: Az úrhatnám polgár)
- Fjodor Zsuhráj (Osztrovszkij: Az acélt megedzik)
- Bornemissza Gergely (Gárdonyi Géza: Egri csillagok)
- Silverton (Szász Péter: Két találkozás)
- Józsa Mihály (Illyés Gyula: Fáklyaláng)
- A juhász (Török Tamás: Az eltüsszentett birodalom)
- Batthyány Kristóf főkapitány (Kárpáthy Gyula: Zrínyi)
- Arkagyij (A nagy műtét)
- Goll Márton (Gyárfás Miklós: Koratavasz)
- Baudricourt (George Bernard Shaw: Szent Johanna)
- Apa (Luigi Pirandello: Hat szereplő keres egy szerzőt)
- Flambeau (Edmond Rostand: A sasfiók)
- Tápey (Hubay Miklós: Egyik Európa)
- Előhang (Arany János: Toldi)
- Bottel (Victor Hugo: A nevető ember balladája)
- Grünstein (Hašek: Svejk, a derék katona)
- Pan Jüe-ting (Cao Jü: Felkelő nap)
- Teiresziász (Szophoklész: Antigoné; Oidipusz király)
- Gonzalve (Szőrmókus)
- Gróf (A maszka tánca, Álarcos komédiák)
- Süket (A csodadoktor)
- Sydney (Somerset Maugham: A királyért)
- Nyitrai Ákos (Fehér Klára: A teremtés koronája)
- Walter Lee Younger (A napfény nem eladó)
- Agamemnon (Euripidész: Iphigénia Auliszban)
- Jupiter (Örök Amphitryon)
- Lakatos (Majakovszkij: Poloska)
- Balázs (Kodolányi János: Békák tava)
- Mészáros (Mesterházi Lajos: A tizenegyedik parancsolat)
- Tanú (Különös tárgyalás vagy a 'Mikszáth-ügy')
- Bálint (Goethe: Faust)
- Héphaisztosz (Aiszkhülosz: Leláncolt Prométheusz)
- Mike Gábor (Gáspár Margit: Hamletnek nincs igaza)
- Az ismeretlen (Lermontov: Álarcosbál)
- Edmund of Langley (William Shakespeare: II. Richárd)
- Bernardi (Különös találkozó)
- Barta (Dobozy Imre: Holnap folytatjuk)
- Vitéz János (Fényes Samu: Mátyás)
- Odüsszeusz (Odyssea)
- Lear király (Shakespeare: Lear király)
- Pedro Crespo (A zalameai bíró)
- Pozdnisev (Ember és ember)
- A sárkány (A sárkány)
- John Proctor (Arthur Miller: A salemi boszorkányok)
- Gyári (Berkesi András: Húszévesek)
- A guberáló (Párizs bolondja)
- Az öreg diák (Bródy Sándor: A fejedelem)
- Orlai Petrich Samuel (Németh László: Petőfi Mezőberényben)
- Linyajev (Alekszandr Nyikolajevics Osztrovszkij: Farkasok és bárányok)
- Boglár Ákos (Kállai István: A csodabogár)
- Kornél atyja (Thurzó Gábor: Az oroszlán torka)
- Pável (Ketten az úton)
- Sándor a jelenben (Mesterházi Lajos: Férfikor)
- George Clement (Gyilkosság a paplakban)
- Gara (Németh László: Nagy család)
- Aba Sámuel (Gabányi Árpád: Aba Sámuel király)
- Gazdag ember (Comico-tragoedia)
- Andrej Trofimovics Zsarkov (A futópályán)
- Berecz (Illyés Gyula: Malom a Séden)
- Petrovszkij (Merénylet)
- Croker (Várj, amíg sötét lesz)
- Balth báró (Károlyi Mihály: A nagy hazugság)
- Prológus (A szüzesség acél-tüköre)
- John-Emery Rockefeller (Vadnyugati szél)
- Macbeth (Shakespeare: Macbeth)
- Juan Falcon (Hernádi Gyula: Antikrisztus)
- Kublaj kán (Marco Polo milliói)
- Kiss Márton (Eörsi István: Széchenyi és az árnyak)
- Ozzie (David Rabe: Bot és gitár)
- Goya (Vallejo: Az értelem álmai)
- Aenobarbus (Shakespeare: Antonius és Cleopatra)
- Lazare Carnot (A szerelem és a halál játéka)
- Gyártásvezető (Csurka István: Eredeti helyszín)
- Ben Jonson (Edward Bond: Fej vagy írás)
- Csapó Árpád (Csurka István: Versenynap)
- Professzor (Operett)
- Polgár (Csurka István: Házmestersirató)
- Lafeu (Shakespeare: Minden jó, ha vége jó)
- Kottwitz ezredes (Kleist: Homburg hercege)
- Rabaut (Székely János: Hugenották; Protestánsok)
- Erwin (Kroetz: Vadászat)
- Zsellyei Balogh Ábel (Móricz Zsigmond: Úri muri)
- Otmár (Székely János: Vak Béla király)
- Szerep (Pirandello: Hat szerep keres egy szerzőt)
- Stock elvtárs (Vészi Endre: A sárga telefon)
- Basilio király (Calderón: Az élet álom)
- James Tyrone (O’Neill: Utazás az éjszakába)
- Dr. Bock (Canetti: Esküvő)
- Dr. Pflugfelder (Schnitzler: A Bernhardi-ügy)
- Redfern ezredes (Osborne: Dühöngő ifjúság)
- Arthur Birling (Priestley: Váratlan vendég)
- Max (Harold Pinter: Hazatérés)
- Porfirij Glagoljev (Csehov: Apátlanul)
- Laertes (Shakespeare: Hamlet)
- Habsburg Frigyes (Háy Gyula: Isten, császár, paraszt)

## Filmjei

### Játékfilmek
- Machita (1944)
- Egy asszony elindul (1949) – Kovács, személyzetis
- Szabóné (1949) – Párttitkár
- Úri muri (1949)
- Ütközet békében (1951)
- A harag napja (1953)
- Föltámadott a tenger 1-2. (1953) – Kicsi Gergely, székely közhuszár
- Rákóczi hadnagya (1953) – Vak Bottyán
- A 9-es kórterem (1955) – Balázsi Béla
- Budapesti tavasz (1955) – Veréb
- Gábor diák (1955) – Budai bíró
- Különös ismertetőjel (1955)
- Szakadék (1955)
- A császár parancsára (1956) – Fodor
- A csodacsatár (1956) – Rodrigo edző
- Keserű igazság (1956)[4] – Őrnagy
- Ünnepi vacsora (1956)
- A tettes ismeretlen (1957) – Pista bácsi, rendőr
- Dani (1957)
- Két vallomás (1957) – Kerékpáros rendőr
- Csempészek (1958) – Határőr főhadnagy
- Don Juan legutolsó kalandja (1958) – Földvári százados
- Egy csomag elveszett (1958, rövid játékfilm)
- Fekete szem éjszakája (1958) – Szállodaigazgató
- Felfelé a lejtőn (1958)
- Micsoda éjszaka! (1958) – Földvári százados
- Szent Péter esernyője (1958) – Mravucsán úr, Bábaszék polgármestere
- Tegnap (1958)
- Utolsó pillanat (1958, rövid játékfilm) – A fiatal
- Álmatlan évek (1959)
- Pár lépés a határ (1959)
- Szegény gazdagok (1959) – Juon Táre
- Szemed a pályán! (1959, rövid játékfilm)
- Hosszú az út hazáig (1960)
- Új élet (1960, rövid játékfilm)
- Virrad (1960) – Fehér törzsőrmester
- Zápor (1960) – Gyurics
- Felmegyek a miniszterhez (1961) – Tanácselnök
- Négyen az árban (1961) – Farkas őrnagy
- Hattyúdal (1963) – Második munkás az építkezésen
- Örökre eltiltva (1963, rövid játékfilm) – MÁV tiszt
- Édes és keserű (1966) – Bottka
- Nem szoktam hazudni (1966) – Apa
- Változó felhőzet (1966) – Vera apja
- Az áldozat nem tesz vallomást (1966, rövid játékfilm) – Rendőrtiszt II.
- A koppányi aga testamentuma (1967) – Kales Rudolf kapitány
- A beszélő köntös (1968) – Nagykőrösi bíró
- A hamis Izabella (1968) – Kardos, nyomozó
- Egri csillagok 1-2. (1968) – Cecey Péter
- Fenegyerekek (1968, rövid játékfilm) – Rendőrszázados
- Holdudvar (1968) – Markánsarcú
- A nagy kék jelzés (1969) – Kobald elvtárs
- Imposztorok (1969) – Narrátor (hang)
- Szerelmi álmok – Liszt 1-2. (1970) – Liszt Ferenc apja
- Kapaszkodj a fellegekbe! 1-2. (1971)
- A szerelem hétköznapjai (1973, rövid játékfilm)
- Gyertek el a névnapomra (1983) – Bíró László
- Valahol Magyarországon (1987) – Gruber
- Gengszterfilm (1998) – Gábor apja
- A napfény íze (1999) – Pap a keresztelőn

### Tévéfilmek
- Kisunokám (1960) – Leonid Boriszovics, mérnök
- Timur és csapata (1960) – Alexandrov ezredes
- A pékinas lámpása (1961) – Hóhér
- És Ön mit tud? (1962)
- Az én kortársaim (1964)
- Rab Ráby (1964) – Főszolgabíró
- Oly korban éltünk 1-4. (1966) – István
- A százegyedik szenátor 1-3. (1967)
- Holtág (1968) – Balatinácz
- Miért beszél annyit Mrs. Piper? 1-2. (1967) – Mr. Marshall
- Platonov szerelmei (1967)
- Úton (1967)
- Világraszóló lakodalom (1967) – Glotov
- A borotva éle (1969)
- Az ember tragédiája (1969)
- A 0416-os szökevény (1970)
- Eklézsia megkövetés (1970) – Németi Sámuel
- Üvegkalitka (1970)
- Ágis tragédiája (1971) – Karvezető
- Egy óra múlva itt vagyok… (1971) – Vándor Mihály őrmester
- Zárótűz (1971)
- A Stomfay család (1972)
- Burok (1972)
- Holló a hollónak (tévéfilm, 1972)
- Az ozorai példa (1973) – Ürögi
- Gőzfürdő (1973) – Diadalov elvtárs
- Zrínyi 1-3. (1973) – Wesselényi
- A gyilkosok (1974) – Csáti apja
- Fürdés (1974)
- Ősbemutató (1974) – Farsang Oszkár színigazgató
- Richard Waverly pere (1974)
- Az egyezkedő (1975)
- Igen, igen… avagy hogyan lesz valakiből felnőtt (1975)
- Mesélő városok 1-3. (1975-1979)
- 6-os számú kórterem (1976) – Rogin doktor
- A vád tanúi (1976)
- Infarktus (1976)
- Nem lőnek, csak fúj a szél (1976) – Mester
- Népfürdő (1976)
- R.U.R. (1976) – Dr. Hallemeier
- Fogságom naplója (1977)[5]
- Holnap is élünk (1977) – Szekeres apuka
- Napforduló (1977)[5] – Boér Ádám
- A leváltott és a kinevezett (1978) – Miniszterhelyettes
- Holló a hollónak (1978, tévéfilm)
- Ítélet előtt – 1. rész: Baleset (1978) – Bíró
- Ítélet előtt – 2. rész: A negyedik menet (1978) – Kükléta Zoltán edző
- Z. szerkesztő emlékezetes esetei 1-5. (1978)
- Halál a pénztárban (1979)[6] – Kriszton Imre, főrendész
- Imre (1979) – Nagypapa
- Két pisztolylövés 1-3. (1979) – Narrátor (hang)
- Századunk 1-4. (1980) – Greiffenberg tábornok
- Négy csend között a hallgatás (1981)
- Rang és mód (1981) – Bannai Jenő
- Holtak hallgatása – Requiem egy hadseregért (1982)
- Lomtalanítás (1982) – Apa
- Protestánsok (1982) – Rabaut
- A béke szigete (1983) – Silbermann Sámuel
- Akár tetszik, akár nem… (1983)
- Kegyenc (1983) – Fulgenius, ellenzéki szenátor
- Rohamsisakos Madonna (1983) – ifj. Bicó Lajos
- Egy fiú bőrönddel (1984)
- Zenés TV Színház: Fortunio dala (1984) – Fortunió, ügyvéd
- Kémeri 1-5. (1985) – Farkas Dániel
- A sárga telefon (1986) – Stock elvtárs
- Farkascsapda (1986)
- Az öreg tekintetes (1987)
- Czillei és a Hunyadiak (1988)
- Gyorsított eljárás (1988) – Dobó Bertalan
- Luca néni feltámadása (1988)
- Égető Eszter (1989) – Nagytata
- István király (1992) – Aba Sámuel
- Feltámadás Makucskán (1994) – Feltámadt lelkész
- A párduc és a gödölye (1995) – Mártfai professzor
- Pisztácia (1996) – Bujdosó
- A Szórád-ház (1997) – Nagyapa

### Rajz- és bábfilmek
- Rémusz bácsi meséi (1967) – Medve szomszéd (hang)
- János vitéz (1973) – Haramiavezér (hang)
- Mátyás, az igazságos (1985) – Kovács; Öregember (+ Kenderesi Tibor, Haraszin Tibor) (hang)
- Mondák a magyar történelemből (1986-1988) – Narrátor (hang)
- Egérút (1999) – Csiperke, a manó (és a hómanó) (hang)

## Szinkronszerepei

### Anthony Quinn
Hangja a magyar nézők számára összefonódott Anthony Quinn-el, akit 1952-tól 1996-ig mintegy 18 filmben szinkronizált.
| Év   | Cím                                           | Szereplő                            | Szinkron év |
| ---- | --------------------------------------------- | ----------------------------------- | ----------- |
| 1952 | Viva Zapata! (1. magyar szinkron)             | Eufemio                             | 1974        |
| 1954 | Országúton (1. magyar szinkron)               | Zampanò                             | 1969        |
| 1959 | Utolsó vonat Gun Hillből (1. magyar szinkron) | Craig Belden                        | 1990        |
| 1964 | Zorba, a görög (első-két magyar szinkron)     | Alexis Zorba                        | 1966        |
| 1964 | Zorba, a görög (első-két magyar szinkron)     | Alexis Zorba                        | 1976        |
| 1967 | A kalandor                                    | Peyrol                              | 1990        |
| 1969 | Egy királyi álom                              | Matsoukas                           | 1975        |
| 1973 | A don halála                                  | Don Angelo DiMorra                  | 1996        |
| 1974 | A marseille-i szerződés (1. magyar szinkron)  | Steve Ventura                       | 1986        |
| 1978 | A görög mágnás                                | Theo Tomasis                        | 1995        |
| 1978 | Karavánok                                     | Zulffiqar                           | 1989        |
| 1987 | Kincses sziget az űrben 1-5.                  | Hosszú John Silver                  | 1991        |
| 1988 | Stradivari                                    | Antonio Stradivari                  | 1992        |
| 1989 | Az érzelmek embere (1. magyar szinkron)       | Mauricio                            | 1993        |
| 1990 | Az öreg halász és a tenger                    | Santiago                            | 1999        |
| 1990 | Revans                                        | Tiburon „Tibby” Mendez              | 1991        |
| 1991 | Mama pici fia                                 | Nick Acropolis                      | 1993        |
| 1991 | Négykezes géppisztolyra                       | Don Giuseppe „Joe a főnök” Masseria | 1993        |
| 1996 | Gotti                                         | Neil Dellacroce                     | 1997        |

### Jean Gabin
Hangja a magyar nézők számára összefonódott Jean Gabin-nel, akit 1957-tól 1976-ig mintegy 11 filmben szinkronizált.
| Év   | Cím                                             | Szereplő                      | Szinkron év |
| ---- | ----------------------------------------------- | ----------------------------- | ----------- |
| 1957 | Maigret csapdát állít                           | Jules Maigret főfelügyelő     | 1999        |
| 1958 | Zűrzavar és éjszaka (2. magyar szinkron)        | Georges Vallois felügyelő     | 1991        |
| 1959 | Maigret és a Saint-Fiacre ügy                   | Jules Maigret felügyelő       | 1999        |
| 1962 | Az epsomi úriember                              | Richard Briand-Charmery       | 1980        |
| 1963 | Alvilági melódia                                | Charles                       | 1980        |
| 1966 | Egy kis bunyó Párizsban                         | Paul Berger / Gyémántos Paulo | 1997        |
| 1970 | Hasis (1. magyar szinkron)                      | Auguste Maroilleur            | 1991        |
| 1971 | A macska                                        | Julien Bouin                  | 1981        |
| 1973 | Két férfi a városban (2. és 3. magyar szinkron) | Germain Cazeneuve             | 1994        |
| 1973 | Két férfi a városban (2. és 3. magyar szinkron) | Germain Cazeneuve             | 1998        |
| 1974 | Ítélet (1. magyar szinkron)                     | Leguen                        | 1989        |
| 1976 | A szentév (1. magyar szinkron)                  | Max Lambert                   | 1989        |

### Filmek
| Év   | Cím                                                          | Szereplő                           | Színész                  | Szinkron év |
| ---- | ------------------------------------------------------------ | ---------------------------------- | ------------------------ | ----------- |
| 1931 | A köpenicki kapitány                                         | N/A                                | N/A                      | 1955        |
| 1932 | Ösztönlét                                                    | Papa                               | Henry Stephenson         | 1993        |
| 1934 | És felkel a nap…                                             | Polivanov                          | Mihail Tarhanov          | 1973        |
| 1936 | A kis Fauntleroy lord (1. magyar szinkron)                   | Havisham                           | Henry Stephenson         | 1994        |
| 1936 | Ahogy tetszik (1. magyar szinkron)                           | Száműzött herceg                   | Henry Ainley             | 1966        |
| 1937 | A nagyváros                                                  | N/A                                | N/A                      | 1966        |
| 1937 | Viharos alkonyat (2. magyar szinkron)                        | Misa Bocsarov                      | Borisz Livanov           | 1965        |
| 1939 | Észak törvénye                                               | Dull                               | Charles Vanel            | 1973        |
| 1939 | Szerelem és vérpad                                           | Francis Bacon                      | Donald Crisp             | 1968        |
| 1941 | Vasöklű Bogdán                                               | Makszim Krivonosz                  | Nyikita Ilcsenko         | 1974        |
| 1943 | Akiért a harang szól                                         | Gomez kapitány                     | Frank Puglia             | 1969        |
| 1944 | Rettegett Iván I.                                            | Maljuta Szkuratov                  | Mihail Zsarov            | 1964        |
| 1945 | Kék rapszódia                                                | Al Jolson                          | Al Jolson                | 1972        |
| 1945 | Rettegett Iván II. – A bojár összeesküvés                    | Maljuta Szkuratov                  | Mihail Zsarov            | 1964        |
| 1946 | A hallgatag bosszúálló                                       | Jim, a szakács                     | J. Farrell MacDonald     | 1962        |
| 1946 | Gilda                                                        | Casey                              | Joe Sawyer               | 1964        |
| 1946 | Tőr és köpeny                                                | N/A                                | N/A                      | 1963        |
| 1947 | Egy életen át (2. magyar szinkron)                           | Voronov, az aranyásó               | Vlagyimir Maruta         | 1973        |
| 1947 | Tökéletes alibi                                              | N/A                                | N/A                      | 1961        |
| 1949 | A silai legenda                                              | Rocco Barra                        | Amedeo Nazzari           | 1968        |
| 1949 | Sztálingrádi csata II.                                       | Vatutin tábornok                   | Vlagyimir Golovin        | 1950        |
| 1951 | Szerelmi történet                                            | Ernest Plonche felügyelő           | Louis Jouvet             | 1991        |
| 1952 | A vasárnap hősei                                             | A professzor                       | Sandro Ruffini           | 1994        |
| 1952 | Öt szegény egy autóban                                       | N/A                                | N/A                      | 1962        |
| 1952 | Per a város ellen                                            | Antonio Spicacci bíró              | Amedeo Nazzari           | 1959        |
| 1952 | Toledói szerelmesek                                          | Don Blas                           | Pedro Armendáriz         | 1964        |
| 1952 | Trent utolsó kalandja                                        | Sigsbee Manderson                  | Orson Welles             | 1963        |
| 1953 | A félelem bére                                               | Luigi                              | Folco Lulli              | 1955        |
| 1953 | A kapitány paradicsoma                                       | N/A                                | N/A                      | 1962        |
| 1953 | Ha lenne 100 millióm…                                        | Giovanni                           | Checco Durante           | 1965        |
| 1953 | Kifulladt vad                                                | Dutch Peterson                     | Ward Bond                | 1967        |
| 1953 | Madame de…                                                   | André de... tábornok               | Charles Boyer            | 1968        |
| 1953 | Vágyakozás (1. magyar szinkron)                              | A doktor                           | Carlos López Moctezuma   | 1972        |
| 1954 | A bátorság iskolája                                          | N/A                                | N/A                      | 1954        |
| 1954 | A kettétört lándzsa                                          | Matt Devereaux                     | Spencer Tracy            | 1975        |
| 1954 | A rakparton                                                  | Johnny Friendly                    | Lee J. Cobb              | 1979        |
| 1954 | Kopogd le a fán!                                             | Godfrey Langstrom                  | Torin Thatcher           | 1972        |
| 1954 | Luxustutajon                                                 | Nyesztratov                        | Vaszilij Merkurev        | 1964        |
| 1954 | Vörös és fekete (1. magyar szinkron)                         | Julien apja                        | Alexandre Rignault       | 1965        |
| 1955 | Az Anya                                                      | Andrej Nakodka                     | Andrej Petrov            | 1956        |
| 1955 | Csalók                                                       | Augusto                            | Broderick Crawford       | 1969        |
| 1955 | Halló, itt Gabriella!                                        | Fernando, Bruna testvére           | Sergio Raimondi          | 1956        |
| 1955 | Ördöngösök                                                   | Alfred Fichet biztos               | Charles Vanel            | 1996        |
| 1955 | Rossz nap Black Rocknál                                      | John J. Macreedy                   | Spencer Tracy            | 1995        |
| 1956 | A 306-os ügy                                                 | N/A                                | N/A                      | 1956        |
| 1956 | A költő                                                      | Nikolai Tzarev                     | Nyikolaj Krjucskov       | 1957        |
| 1956 | A negyvenegyedik (1. magyar szinkron)                        | Jevszjukov biztos                  | Nyikolaj Krjucskov       | 1957        |
| 1956 | Halhatatlan garnizon                                         | Baturin őrnagy                     | Vaszilij Makarov         | 1957        |
| 1956 | Hétköznapi tragédia (2. magyar szinkron)                     | Andrea Marcocci                    | Pietro Germi             | 1978        |
| 1956 | Moby Dick (1. magyar szinkron)                               | Boomer kapitány                    | James Robertson Justice  | 1971        |
| 1956 | Nagy Sándor, a hódító (1. magyar szinkron)                   | Filiposz                           | Fredric March            | 1978        |
| 1956 | Ők voltak az elsők                                           | N/A                                | N/A                      | 1957        |
| 1956 | Patkányfogó                                                  | Henri Coupeau                      | François Périer          | 1958        |
| 1957 | A vád tanúja (1. magyar szinkron)                            | Törvényszolga                      | N/A                      | 1961        |
| 1957 | Csendes Don (1. magyar szinkron)                             | Sztyepan                           | Alekszej Blagovesztov    | 1958        |
| 1957 | Jeanne Eagels                                                | Sal Satori                         | Jeff Chandler            | 1968        |
| 1957 | Kocsubej                                                     | Kandibin                           | Pavel Uszovnyicsenko     | 1960        |
| 1957 | Lissy                                                        | S.A. csoportvezető                 | Kurt Oligmüller          | 1957        |
| 1957 | Tizenkét dühös ember (első-két magyar szinkron)              | Harmadik esküdt                    | Lee J. Cobb              | 1959        |
| 1957 | Tizenkét dühös ember (első-két magyar szinkron)              | Harmadik esküdt                    | Lee J. Cobb              | 1965        |
| 1958 | A félkegyelmű                                                | Parfjon Rogozsin                   | Leonyid Parhomenko       | 1958        |
| 1958 | A megbilincseltek (1. magyar szinkron)                       | Big Sam                            | Lon Chaney, Jr.          | 1966        |
| 1958 | A szél                                                       | N/A                                | N/A                      | 1960        |
| 1958 | Az én drága párom                                            | Rogyion Mefodijevics Sztyepanov    | Pjotr Konsztantyinov     | 1959        |
| 1958 | Feltámadás                                                   | Simonson                           | Robert Freitag           | 1961        |
| 1958 | Hüvelyk Matyi (1. magyar szinkron)                           | Őrmester                           | N/A                      | 1960        |
| 1958 | Játék és álom                                                | N/A                                | N/A                      | 1959        |
| 1958 | Jog és zűrzavar                                              | Sir Edward Crichton bíró           | Robert Morley            | 1971        |
| 1958 | Kettős szerepben                                             | Tony Varlet                        | François Périer          | 1971        |
| 1958 | Ördögi találmány                                             | Kalózkapitány                      | František Šlégl          | 1958        |
| 1958 | Rendkívüli történet                                          | Kovaljenko                         | Mihail Kuznyecov         | 1959        |
| 1958 | Rendszáma H-8                                                | Pongrac, útitárs                   | Stane Sever              | 1959        |
| 1958 | Sabella unokája                                              | N/A                                | N/A                      | 1968        |
| 1958 | Távoli partokon                                              | Ferrero                            | Aleszker Alekperov       | 1959        |
| 1958 | Veszélyes barátság                                           | Mihail Prohorov                    | Mihail Uljanov           | 1959        |
| 1959 | A béke első napja                                            | N/A                                | N/A                      | 1960        |
| 1959 | A fekete Orfeusz                                             | Hermész                            | Alexandro Constantino    | 1974        |
| 1959 | A kis csalogány                                              | N/A                                | N/A                      | 1961        |
| 1959 | A sztyeppék csendjében                                       | Farzanov, a főmérnök               | Mihail Kuznyecov         | 1960        |
| 1959 | Aranykezű Mária (1. magyar szinkron)                         | N/A                                | N/A                      | 1964        |
| 1959 | Az elvarázsolt herceg                                        | N/A                                | N/A                      | 1960        |
| 1959 | Az iskolások útja (1. magyar szinkron)                       | Tiercelin                          | Lino Ventura             | 1971        |
| 1959 | Ballada a katonáról                                          | Vezérőrnagy                        | Nyikolaj Krjucskov       | 1960        |
| 1959 | Csillagok                                                    | ?                                  | ?                        | 1959        |
| 1959 | Fehér vér                                                    | Parancsnok                         | Werner Schulz-Wittan     | 1960        |
| 1959 | Foma Gorgyejev (első-két magyar szinkron)                    | N/A                                | N/A                      | 1960        |
| 1959 | Foma Gorgyejev (első-két magyar szinkron)                    | Ignat Gorgyejev                    | Szergej Lukjanov         | 1974        |
| 1959 | Különös találkozás (1. magyar szinkron)                      | N/A                                | N/A                      | 1961        |
| 1959 | Tűz a Dunán                                                  | Mihály                             | Liviu Ciulei             | 1960        |
| 1960 | A fehér csat                                                 | Chládek kapitány                   | Čestmír Řanda            | 1961        |
| 1960 | A kalandor                                                   | N/A                                | N/A                      | 1961        |
| 1960 | A láp kutyája                                                | Suter főhadnagy                    | Günther Simon            | 1961        |
| 1960 | Aki szelet vet (2. magyar szinkron)                          | Henry Drummond                     | Spencer Tracy            | 1973        |
| 1960 | Feltámadás                                                   | N/A                                | N/A                      | 1962        |
| 1960 | Ferrara hosszú éjszakája                                     | Carlo Aretusi                      | Gino Cervi               | 1962        |
| 1960 | Lavina                                                       | ?                                  | ?                        | 1962        |
| 1960 | Menekülés a pokolból                                         | N/A                                | N/A                      | 1961        |
| 1960 | Messzi utca (1. magyar szinkron)                             | Koroszteljov                       | Szergej Bondarcsuk       | 1960        |
| 1960 | Orkán                                                        | Duma                               | Ion Manta                | 1960        |
| 1960 | Túl fiatal a szerelemre                                      | Mr. Collins, Elizabeth apja        | Austin Willis            | 1962        |
| 1961 | A mi édesanyánk                                              | Jevdokim Csernisev                 | Nyikolaj Lebegyev        | 1961        |
| 1961 | A két ’N’ úr                                                 | N/A                                | N/A                      | 1962        |
| 1961 | A szép amerikai                                              | N/A                                | N/A                      | 1962        |
| 1961 | A torpedó visszalő                                           | Mundy tiszt                        | Sid James                | 1962        |
| 1961 | Antigoné                                                     | Kreón                              | Mánosz Katrákisz         | 1967        |
| 1961 | Az utolsó ítélet (1. magyar szinkron)                        | Zsebtolvaj                         | Ernest Borgnine          | 1963        |
| 1961 | Fracasse kapitány                                            | Vallombreuse herceg                | Gérard Barray            | 1972        |
| 1961 | Malachiás csodája                                            | N/A                                | N/A                      | 1962        |
| 1961 | Meglepetés a cirkuszban                                      | N/A                                | N/A                      | 1962        |
| 1961 | Münchhausen báró                                             | Hajóskapitány                      | Jan Werich               | 1962        |
| 1961 | Nikki, Észak vad kutyája (1. magyar szinkron)                | Jacques Lebeau prémvadász          | Émile Genest             | 1966        |
| 1962 | A prágai tréfacsináló                                        | N/A                                | N/A                      | 1963        |
| 1962 | Aki megölte Liberty Valance-t (1. magyar szinkron)           | Tom Doniphon                       | John Wayne               | 1981        |
| 1962 | Az oroszlán                                                  | Robert Hayward                     | William Holden           | 1975        |
| 1962 | Gombháború                                                   | Lebrac apja                        | Jean Richard             | 1963        |
| 1962 | Gyilkosság Gateway-ben                                       | ?                                  | Hannes Fischer           | 1962        |
| 1962 | Társtalanul                                                  | Jost                               | Otomar Krejca            | 1963        |
| 1962 | Visszavárlak                                                 | N/A                                | N/A                      | 1962        |
| 1963 | A makacs lány                                                | Arszenyij                          | Arkagyij Tolbuzin        | 1965        |
| 1963 | A párduc (1. magyar szinkron)                                | Don Fabrizio Salina herceg         | Burt Lancaster           | 1975        |
| 1963 | Bolond, bolond világ (1. magyar szinkron)                    | C. G. Culpepper kapitány           | Spencer Tracy            | 1977        |
| 1963 | Egy nő a hajón                                               | N/A                                | N/A                      | 1964        |
| 1963 | Élők és holtak                                               | Birjukov                           | Borisz Csirkov           | 1964        |
| 1963 | Germinal                                                     | Victor Maigrat                     | Claude Cerval            | 1963        |
| 1963 | Ruha teszi az embert                                         | N/A                                | N/A                      | 1964        |
| 1964 | Euridiké                                                     | N/A                                | N/A                      | 1969        |
| 1964 | Hamlet                                                       | Színészkirály                      | Alekszandr Csekajevszkij | 1964        |
| 1964 | Homályban                                                    | Eric Crawford                      | Curd Jürgens             | 1975        |
| 1964 | Szökésben                                                    | Kain-Baty                          | Sztanyiszlav Csekan      | 1965        |
| 1965 | A domb                                                       | Bert Wilson főtörzsőrmester        | Harry Andrews            | 1966        |
| 1965 | A szép, kék Duna partján                                     | Gasser                             | Attila Hörbiger          | 1975        |
| 1965 | Az első tanító                                               | N/A                                | N/A                      | 1968        |
| 1965 | Forrás a szomjazóknak                                        | Serdyuk                            | Dmitrij Miljutyenko      | 1996        |
| 1965 | Segítség! Gyilkos!                                           | Fernando Boccetta                  | Alberto Sordi            | 1967        |
| 1966 | Fekete péntek                                                | Caldwell szenátor                  | Hans Christian Blech     | 1968        |
| 1966 | Kis lázadás                                                  | Noel Greb, az igazgató             | Sam Levene               | 1969        |
| 1966 | Nyaralók                                                     | Szuszlov                           | Boris Babochkin          | 1967        |
| 1967 | A leghosszabb éjszaka                                        | N/A                                | N/A                      | 1967        |
| 1967 | Az öngyilkos                                                 | N/A                                | N/A                      | 1968        |
| 1967 | Forró éjszakában (1. magyar szinkron)                        | Gillespie seriff                   | Rod Steiger              | 1971        |
| 1967 | Három topolyafa                                              | N/A                                | N/A                      | 1969        |
| 1967 | Kortársaink                                                  | N/A                                | N/A                      | 1968        |
| 1967 | Lélekben erősek                                              | Dimitrij Medvegyev                 | Ivan Pereverzev          | 1968        |
| 1967 | Nemsokára itt a tavasz                                       | N/A                                | N/A                      | 1969        |
| 1967 | Vasáradat                                                    | N/A                                | N/A                      | 1968        |
| 1968 | A bostoni fojtogató                                          | Ed Willis detektív hadnagy         | Richard X. Slattery      | 1970        |
| 1968 | A könnyűlovasság támadása                                    | Smith törzsőrmester                | John Trenaman            | 1970        |
| 1968 | Az az átok nagyapa                                           | Nagypapa                           | Michel Simon             | 1975        |
| 1968 | Harc Rómáért                                                 | N/A                                | N/A                      | 1969        |
| 1968 | Helené, avagy az életöröm                                    | Meneláosz                          | Pierre Dux               | 1974        |
| 1968 | Hívd a férjem találkára                                      | N/A                                | N/A                      | 1976        |
| 1968 | Jó estét, Mrs. Campbell! (1. magyar szinkron)                | Walter Braddock                    | Telly Savalas            | 1970        |
| 1968 | Minden jó, ha vége jó                                        | Király                             | Sebastian Shaw           | 1971        |
| 1968 | Ölj meg, csak csókolj!                                       | Kórházi beteg                      | Gianni Baghino           | 1969        |
| 1968 | Vihar előtt                                                  | Jakov                              | Nyikolaj Szimonov        | 1971        |
| 1968 | Z, avagy egy politikai gyilkosság anatómiája                 | A főügyész                         | Georges Rouquier         | 1969        |
| 1969 | A félszemű (2. magyar szinkron)                              | Reuben J. „Rooster” Cogburn seriff | John Wayne               | 1991        |
| 1969 | A jégsziget foglyai                                          | Romagna kapitány                   | Massimo Girotti          | 1971        |
| 1969 | A karbonárik (1. magyar szinkron)                            | Gyóntatóatya                       | Alberto Sordi            | 1971        |
| 1969 | Az utolsó mohikán                                            | Nat Bumpo                          | Hellmut Lange            | 1971        |
| 1969 | Elátkozottak (első-két magyar szinkron)                      | Konstantin Von Essenbeck           | Reinhard Kolldehoff      | 1973        |
| 1969 | Elátkozottak (első-két magyar szinkron)                      | Konstantin Von Essenbeck           | Reinhard Kolldehoff      | 1979        |
| 1970 | A 22-es csapdája (1. magyar szinkron)                        | Cathcart ezredes                   | Martin Balsam            | 1972        |
| 1970 | Belorusz pályaudvar                                          | Viktor Karlamov Szergejevics       | Alekszej Glazirin        | 1971        |
| 1970 | Címe ismeretlen                                              | Marceau felügyelő                  | Lino Ventura             | 1976        |
| 1970 | Cseljuskin                                                   | Kujbisev                           | Fritz Diez               | 1975        |
| 1970 | Hajnali sztyeppén                                            | Jakov Alekszejevics                | Jevgenyij Lebegyev       | 1972        |
| 1970 | Menekülés                                                    | Csarnota tábornok                  | Mihail Uljanov           | 1972        |
| 1970 | Négy gyilkosság elég lesz, kedvesem!                         | Gengszter #2                       | N/A                      | 1971        |
| 1970 | Rio Lobo (1. magyar szinkron)                                | Cord McNally ezredes               | John Wayne               | 1985        |
| 1971 | A fogoly ítéletre vár                                        | Pszichiáter                        | Mario Pisu               | 1973        |
| 1971 | A leszámolás napja                                           | Vaszilij Platonovics Rogyonov      | Vaclav Dvorzseckij       | 1973        |
| 1971 | A tizedik nap                                                | Theo Van Horn                      | Orson Welles             | 1988        |
| 1971 | Az Androméda-törzs (1. magyar szinkron)                      | Manchek hadnagy                    | Ramon Bieri              | 1973        |
| 1971 | Columbo – I/3. rész: Holt tárgyak (első-két magyar szinkron) | Martin J. Hollister tábornok       | Eddie Albert             | 1975        |
| 1971 | Columbo – I/3. rész: Holt tárgyak (első-két magyar szinkron) | Martin J. Hollister tábornok       | Eddie Albert             | 1993        |
| 1971 | Családi élet                                                 | Mr. Baildon                        | Bill Dean                | 1975        |
| 1971 | Csoda olasz módra (1. magyar szinkron)                       | N/A                                | N/A                      | 1972        |
| 1971 | Hideg pulyka (1. magyar szinkron)                            | N/A                                | N/A                      | 1973        |
| 1971 | Kapaszkodj a fellegekbe! 1-2.                                | Légügyi parancsnok                 | Vaszilij Suksin          | 1971        |
| 1971 | Kispolgárok                                                  | Tyetyerev                          | Pavel Pankov             | 1975        |
| 1971 | Macbeth                                                      | Duncan                             | Nicholas Selby           | 1973        |
| 1971 | Optimista tragédia                                           | Parancsnok                         | Rolf Ludwig              | 1974        |
| 1971 | Öreg rabló nem vén rabló                                     | Mjacsikov                          | Jurij Nikulin            | 1973        |
| 1971 | Platonov szerelmei                                           | Mikhail Platonov                   | Rex Harrison             | 1974        |
| 1971 | Sátáni ötlet (1. magyar szinkron)                            | Rosinsky                           | François Périer          | 1971        |
| 1972 | A farmer lányai                                              | Joshua Cabe                        | Buddy Ebsen              | 1976        |
| 1972 | A jelölt                                                     | Crocker Jarmon szenátor            | Don Porter               | 1982        |
| 1972 | A sortűz                                                     | Demir Elezi                        | Abdurrahman Shala        | 1973        |
| 1972 | Az ördögök éjszakája (2. magyar szinkron)                    | Gorca Ciuvelak                     | Bill Vanders             | 1990        |
| 1972 | Égő hó                                                       | Vesnin                             | Anatolij Kuznyecov       | 1974        |
| 1972 | Goriot apó                                                   | Vautrin                            | Roger Jacquet            | 1975        |
| 1972 | Jegor Bulicsov és a többiek                                  | Jegor Bulicsov                     | Mihail Uljanov           | 1974        |
| 1972 | Magányos szívek                                              | Rex Willoughby                     | Douglas Fairbanks, Jr.   | 1977        |
| 1972 | Mert szeretik egymást                                        | N/A                                | N/A                      | 1972        |
| 1972 | Veronika és a bűvös zsák                                     | N/A                                | N/A                      | 1974        |
| 1973 | A hosszú búcsú (1. magyar szinkron)                          | Roger Wade                         | Sterling Hayden          | 1974        |
| 1973 | Angolnak születtem                                           | Erich Krogh                        | Peter Finch              | 1980        |
| 1973 | Az ezredeseket akarjuk                                       | N/A                                | N/A                      | 1974        |
| 1973 | Don Quijote kalandjai                                        | Don Quijote                        | Rex Harrison             | 1975        |
| 1973 | Kényes egyensúly (1. magyar szinkron)                        | Tobias                             | Paul Scofield            | 1983        |
| 1973 | Megtorlás                                                    | N/A                                | N/A                      | 1991        |
| 1973 | Tábornok elvtárs                                             | Főparancsnok                       | Georgij Kulikov          | 1975        |
| 1974 | A cement                                                     | Szavcsuk                           | Borisz Jurcsenko         | 1976        |
| 1974 | Antonius és Kleopátra                                        | N/A                                | N/A                      | 1977        |
| 1974 | Sör és perec 1-3.                                            | Willie Ashenden                    | Michael Hordern          | 1979        |
| 1975 | A halott férfi esete                                         | N/A                                | N/A                      | 1976        |
| 1975 | A világ legerősebb embere                                    | A.J. Arno                          | Cesar Romero             | 1993        |
| 1975 | Comenius                                                     | Ferdinánd                          | Traugott Buhre           | 1978        |
| 1975 | Lázroham                                                     | N/A                                | N/A                      | 1976        |
| 1975 | Lear király                                                  | Kent gróf                          | Ewan Hooper              | 1978        |
| 1976 | A jónevű senki avagy a stróman                               | Howard ügyvédje                    | Norman Rose              | 1978        |
| 1976 | A sah fia                                                    | Rusztam                            | Bimbolat Vatajev         | 1977        |
| 1976 | A vadon szava                                                | Narrátor (hang)                    | Marvin Miller            | 1978        |
| 1976 | Budapesti mesék                                              | Énekes                             | Franciszek Pieczka       | 1976        |
| 1976 | Kiváló holttestek                                            | Rogas felügyelő                    | Lino Ventura             | 1977        |
| 1976 | Suttogó halál                                                | Johannes                           | Trevor Howard            | 1993        |
| 1978 | Államérdek                                                   | Marrot professzor                  | François Périer          | 1979        |
| 1978 | King 1-3.                                                    | Martin Luther King Sr.             | Ossie Davis              | 1979        |
| 1978 | Lányok                                                       | Dandillot úr                       | Jean Davy                | 1989        |
| 1978 | Severino                                                     | Őrmester                           | Leon Niemczyk            | 1979        |
| 1980 | Oblomov néhány napja                                         | Zahar                              | Andrej Popov             | 1983        |
| 1981 | Fantom az éjszakában (1. magyar szinkron)                    | Peter Hartman                      | Nigel Davenport          | 1985        |
| 1982 | Fitzcarraldo                                                 | Don Aquilino                       | José Lewgoy              | 1995        |
| 1983 | A jégmadár (1. magyar szinkron)                              | Cecil                              | Rex Harrison             | 1984        |
| 1983 | Legyetek jók, ha tudtok                                      | V. Sixtus                          | Mario Adorf              | 1989        |
| 1983 | Mr. Halpern és Mr. Johnson                                   | Ernest Johnson                     | Jackie Gleason           | 1990        |
| 1984 | Végzetes látomás (1. magyar szinkron)                        | Freddy Kassab                      | Karl Malden              | 1988        |
| 1985 | Bosszúvágy 3. – A terror utcája (1. magyar szinkron)         | Bennett Cross                      | Martin Balsam            | 1989        |
| 1985 | Macskaszem (2. magyar szinkron)                              | Cressner                           | Kenneth McMillan         | 1998        |
| 1985 | Moszkvai csata                                               | Sztálin                            | Jakov Tripolszkij        | 1986        |
| 1986 | A forradalom nyara                                           | Necker                             | Guy Tréjan               | 1989        |
| 1986 | A rózsa neve (1. magyar szinkron)                            | Baskerville-i Vilmos               | Sean Connery             | 1991        |
| 1986 | Kalózok                                                      | Thomas Bartholomew Red kapitány    | Walter Matthau           | 1991        |
| 1986 | Kemény fickók                                                | Harry Doyle                        | Burt Lancaster           | 1989        |
| 1986 | Patton utolsó napjai                                         | George S. Patton Jr. tábornok      | George C. Scott          | 1995        |
| 1987 | A gyanúsított (1. magyar szinkron)                           | Paul Gray                          | Philip Bosco             | 1990        |
| 1987 | Call girl ötszázért                                          | Arthur Kirk                        | Karl Malden              | 1989        |
| 1987 | Hódító Pelle (1. magyar szinkron)                            | Lasse                              | Max von Sydow            | 1993        |
| 1987 | Úri passziók (2. magyar szinkron)                            | „Jock” Delves Broughton            | Joss Ackland             | 1997        |
| 1988 | Holdfény Parador felett                                      | Ralph                              | Jonathan Winters         | 1995        |
| 1989 | A canterville-i kísértet                                     | Simon Canterville                  | Jiří Bartoška            | 1991        |
| 1989 | Gyilkosság a paradicsomban (1. magyar szinkron)              | Sir Harry Oakes                    | Rod Steiger              | 1991        |
| 1989 | Ha a forgószél hazarepít                                     | Harry Robins                       | Brian Keith              | 1992        |
| 1989 | Harlemi éjszakák (1. magyar szinkron)                        | Bennie Wilson                      | Redd Foxx                | 1990        |
| 1989 | Kinek mi jár                                                 | Richard Richardson                 | Ernst Jacobi             | 1991        |
| 1989 | Maffiatörténet                                               | Don „Luce” Luciano                 | John Vernon              | 1991        |
| 1989 | Visszatérés Malaveilbe                                       | Coco                               | Jean Franval             | 1993        |
| 1990 | A keresztapa III. (1. magyar szinkron)                       | Lamberto bíboros                   | Raf Vallone              | 1991        |
| 1990 | A terror útja                                                | Leon Klinghoffer                   | Burt Lancaster           | 1995        |
| 1990 | Julianus barát 1-3.                                          | Ugrin érsek                        | Raf Vallone              | 1990        |
| 1990 | Új hullám                                                    | N/A                                | N/A                      | 1993        |
| 1991 | A gyerekrablás                                               | Pete Mooney őrmester               | Richard Bradford         | 1995        |
| 1991 | Cape Fear – A rettegés foka                                  | Bíró                               | Martin Balsam            | 1992        |
| 1991 | Don Quijote 1-5. (1. magyar szinkron)                        | Don Quijote                        | Fernando Rey             | 1995        |
| 1991 | Feketelistán (1. magyar szinkron)                            | Felix Graff                        | Sam Wanamaker            | 1996        |
| 1991 | Minden reggel                                                | Monsieur de Sainte Colombe         | Jean-Pierre Marielle     | 1994        |
| 1991 | Soha ne felejts!                                             | William Cox                        | Dabney Coleman           | 1992        |
| 1992 | Kerge kacsák (1. magyar szinkron)                            | Hans                               | Joss Ackland             | 1994        |
| 1993 | Ábrahám                                                      | Terah                              | Vittorio Gassman         | 1995        |
| 1993 | Hemingway és én                                              | Frank                              | Richard Harris           | 1995        |
| 1993 | Sliver                                                       | Alex Parsons                       | Martin Landau            | 1993        |
| 1994 | Végveszélyben                                                | Bennett elnök                      | Donald Moffat            | 1994        |
| 1995 | A nyomorultak                                                | Myriel                             | Jean Marais              | 1997        |
| 1995 | Hunter visszatér                                             | Pete Morgan                        | Brian Keith              | 1996        |
| 1995 | József                                                       | Jákob                              | Martin Landau            | 1996        |
| 1995 | X polgártárs                                                 | Bondarcsuk                         | Joss Ackland             | 1995        |
| 1996 | Kerge kacsák 3.                                              | Hans                               | Joss Ackland             | 1997        |

### Tetthely
| Év   | Epizód | Epizódcím                 | Szereplő                   | Színész            | Szinkron év |
| ---- | ------ | ------------------------- | -------------------------- | ------------------ | ----------- |
| 1977 | 83     | Vörös hajú áldozatok      | Konrad Pfandler            | Curd Jürgens       | 1994        |
| 1979 | 96     | A király                  | Königsmann                 | Heinrich Schweiger | 1981        |
| 1985 | 174    | A halál leleményessé tesz | Hans Georg Bülow felügyelő | Heinz Drache       | 1991        |
| 1985 | 178    | Valaki látta a gyilkost   | Eugen Lutz                 | Werner Schumacher  | 1989        |

### Sorozatok
| Év        | Cím                             | Szereplő                     | Színész              | Szinkron év |
| --------- | ------------------------------- | ---------------------------- | -------------------- | ----------- |
| 1966      | A négy páncélos és a kutya I.   | Baranov kapitány             | Janusz Paluszkiewicz | 1968        |
| 1968      | A zord folyó 1-4.               | Pjotr Gromov                 | Viktor Csekmarjov    | 1971        |
| 1968      | Colt és muzsika                 | Pulck Silver seriff          | Enrico Simonetti     | 1971        |
| 1970-1974 | Az emberiség hajnala            | Narrátor                     | N/A                  | 1980        |
| 1971      | Columbo I. (1. magyar szinkron) | Martin J. Hollister tábornok | Eddie Albert         | 1975        |
| 1971      | Columbo I. (1. magyar szinkron) | Martin J. Hollister tábornok | Eddie Albert         | 1993        |
| 1973      | A tavasz tizenhét pillanata     | Sztálin                      | Andrej Kobaladze     | 1974        |
| 1975      | Alfa holdbázis I.               | Dr. Ernst Linden             | Jeremy Kemp          | 1976        |
| 1978      | Dallas II.                      | Garrison Southworth          | Gene Evans           | 1990        |
| 1986-1988 | Sherlock Holmes visszatér       | Baynes felügyelő             | Freddie Jones        | 1998        |
| 1990-1992 | Polip V-VI.                     | Giovanni Linori báró         | Luigi Pistilli       | 1992        |
| 1990-1992 | Polip V-VI.                     | Miloš                        | Siegfried Lowitz     | 1995        |

### Rajzfilmek
| Év        | Cím                                 | Szereplő                                 | Szinkronhang  | Szinkron év |
| --------- | ----------------------------------- | ---------------------------------------- | ------------- | ----------- |
| 1977      | Márton, a foltozóvarga              | Vlagyimir                                | N/A           | 1989        |
| 1986      | Mesék a hó alatt                    | Mikes kandúr narrátora (archív felvétel) | Karel Höger   | 1990        |
| 1989      | A kis hableány                      | Triton király                            | Kenneth Mars  | 1990        |
| 1991      | Egérmese 2. – Egérkék a Vadnyugaton | Wylie Burp                               | James Stewart | 1992        |
| 1992-1994 | A kis hableány                      | Triton király                            | Kenneth Mars  | 1994-1995   |
| 1994      | Karácsonyi mese                     | Gazda                                    | Terry Klassen | 1996        |

### Star Wars-trilógia
Az eredeti Star Wars-trilógia részeinek elején ő olvasta a felvezető szöveget.
| Év   | Cím                                                                    | Szinkron év |
| ---- | ---------------------------------------------------------------------- | ----------- |
| 1977 | Csillagok háborúja IV: Egy új remény (2. és 3. magyar szinkron)        | 1995        |
| 1977 | Csillagok háborúja IV: Egy új remény (2. és 3. magyar szinkron)        | 1997        |
| 1980 | Csillagok háborúja V: A Birodalom visszavág (2. és 3. magyar szinkron) | 1995        |
| 1980 | Csillagok háborúja V: A Birodalom visszavág (2. és 3. magyar szinkron) | 1997        |
| 1983 | Csillagok háborúja VI: A Jedi visszatér (2. és 3. magyar szinkron)     | 1995        |
| 1983 | Csillagok háborúja VI: A Jedi visszatér (2. és 3. magyar szinkron)     | 1997        |

## CD-k, hangoskönyvek
- Móra Ferenc: A békapásztor
- Móra Ferenc: Gregulics inasa

## Hangjáték, rádiójáték
- Moliere: A versaillesi rögtönzés (1943)
- Bakó József: Ezerhold (1946)
- Ben Johnson: Volpone, vagy a pénz komédiája (1946)
- Kertész László: Elillant évek szőlőhegyen (1946)
- Kertész László: "Kezdődjék a játék..." (1946)
- Maxim Gorkij: Mint a gyerekek (1946)
- Nagypál István: Mi van egy mondat mögött? (1946)
- Szaltikov Scserdin: Hajótöröttek egymás között (1946)
- Tamási Áron: Hullámzó vőlegény (1947)
- Vészi Endre: A pók hatalma (1947)
- Victor Hugo: A király mulat (1949)
- Iványi György: Uszályhajó (1952)
- Lukovszkij: Az örök éjszaka titka (1952)
- Vészi Endre: Szélvihar Kőszegen (1955)
- Alois Jiràsek: Husz és Zsiska (1956)
- Erdős László, dr.: A sárkúti zendülés (1957)
- Hegedűs Géza: Szerelem a fűzfák alatt (1957)
- Kreutzer Sándor: A Szél Folyó völgye (1958)
- Mesterházi Lajos: Pesti emberek (1958)
- Visnyevszkij: Kronstadti tengerészek (1958)
- Vörösmarty Mihály: Csongor és Tünde (1958)
- William Shakespeare: Vihar (1959)
- Anton Pavlovics Csehov: A panaszkönyv (1960)
- Sándor István: Kölcsey (1960)
- Méreyné Juhász Magda: Az ifjú Bessenyei (1961)
- Harmat Judit: A lélek magvetői (1961)
- Szergej Antonov: Aljonka (1962)
- Alekszej Nyikolajevics Arbuzov: Az elveszett fiú (1962)
- Jókai Mór: A kőszívű ember fiai (1962)
- Tyihon Szjomuskin: A jégvilág Robinsonja (1962)
- Majoros István: Baleset, avagy az igazság lovagja (1962)
- Lucille Fletcher: Bocsánat, téves kapcsolás (1963)
- Fáklyavivők – dalok, hősök, emlékek (1964)
- Thorbjorn Egner: Három rabló (1964)
- Wolfgang Weyrauch: Japáni halászok (1964)
- Kamondy László: Ember a küszöbön (1964)
- Takács Tibor: Kaftános fejedelem (1964)
- Carel és Jozef Capek: A rovarok életéből (1965)
- Felkai Ferenc: Hannibál (1965)
- Friedrich Dürrenmatt: Straniczky és a nemzeti hős (1965)
- Gyárfás Miklós: Sír az oroszlán (1965)
- Ionesco: A király haldoklik (1965)
- Művészpályám - Bikádi György visszaemlékezése (1965)
- Felnőttek vagyunk, felelősek -irodalmi összeállítás (1966)
- Forgószínpad–Füst Milán műveiből (1966)
- Gáspár Margit: Az égbolt nem felel (1966)
- Wolfgang Schreyer: A Walkür-akció (1966)
- Sós György: A cipők éneke (1966)
- Édes hazám-Barangolás a Matyóföld körül (1967)
- Mihail Solohov: Csendes Don (1967)
- Mikszáth Kálmán: A két koldusdiák (1967)
- Balázs János: Szomszédnépek parasztjai (1967)
- Egri Viktor: Ének a romok felett (1968)
- Miloslav Stehlik: A bizalom vonala (1968)
- William Faulkner – Kompozíció az író műveiből (1968)
- Zoltán Péter: A legendás szalmakalap (1968)
- Hegedűs Géza: Szerelem és diplomácia (1969)
- Jókai Mór: Erdély aranykora (1969)
- Jurandot, Jerzy: A kilencedik igaz (1969)
- Eötvös József: Magyarország 1514-ben (1970)
- Homérosz: Odüsszeia (1970)
- Idézés (1970)
- Katona József: Bánk bán (1970)
- Falusi délután-Pipaszó mellett (1970)
- Szergej Jeszenyin: Pugacsov (1970)
- Harmath Judit: A tábornok, akinek golyó van a fejében (1971)
- Kohlhaase, Wolfgang: Kérdések egy fényképhez (1971)
- László Endre: "Te csak húzzad, Bihari!" (1971)
- Jack London: Aranyásók Alaszkában (1971)
- Sőtér István: Eötvös József élete és művészete (1971)
- Magyar parnasszus: Emlékezés Zalka Mátéra (1972)
- Gorkij: Ellenségek (1972)
- Günther Kunert: Idővel tűz támad (1972)
- Kovács Ágnes: A selyemrét (1972)
- „Boldog, ki fákat ültet, olt…” (1973)
- Török Tamás: Sihaha Sebestyén füstölgése (1973)
- Áprily Lajos: Álom a vár alatt (1974)
- Gyárfás Miklós: Szívdobogás a cseresznyefa alatt (1974)
- H. Lányi Piroska: Spartacus (1974)
- Karinthy Frigyes: Mennyei riport (1974)
- Nemes György: Aki húsz éves koromig voltam (1974)
- Robin White: Katonák (1974)
- Victor Hugo: 1793 (1974)
- Alexandr Misarin: A feladatot vállalom (1975)
- Rudolf Fabry: Ballada a háborúról és a szerelemről (1975)
- Szabó Magda: Tündér Lala (1975)
- Mocsár Gábor: Riasztólövés (1975)
- Tenyérnyi ország a félsziget sarkán (1975)
- Albert Zsuzsa: „Kék, tavaszi fátyol” (1976)
- Joachim Walther: A zöldövezet (1976)
- Kosztolányi Dezső: Hajnali beszélgetés (1976)
- Raszkolnyikov - Jelenetek Dosztojevszkij Bűn és bűnhődés című regényéből (1976)
- Bill Naughton: Késő éjjel a Watling Streeten (1977)
- Csörsz István: A bolond kutya gazdája (1977)
- Gárdonyi Géza: A láthatatlan ember (1977)
- Gyárfás Endre: Buddha (1977)
- John Arden: Zsákos ember terhe (1977)
- Karinthy Ferenc: Visszajátszás (1977)
- Kopányi György: Földgömb, madárral (1977)
- Pedro Calderon de la Barca: Az élet álom (1977)
- Rudyard Kipling: A dzsungel könyve (1977) – Bagira
- Szergej Szártákov: Ragyogj csillag! (1977)
- Csokonai Vitéz Mihály: A méla Tempefői (1978)
- Lázár Ervin: Rendhagyó baleset (1978)
- Nemeskürty István: Károlyi Gáspár (1978)
- Kazarosz Aghajan: Anahit (1978)
- Olbracht: Anna (1978)
- Vámos Miklós: Az öreg hal és a tenger (1978)
- Galgóczi Erzsébet: Viszek a börtönbe leveskét (1979)
- Kopányi György: Botrány (1979)
- Robert Merle: A sziget (1979)
- Ókori kalandozások-Egyiptom (1979)
- Taylor: A homokzátony (1979)
- Vil Lipatov: A nyomozás lezárult (1979)
- Lengyel Péter: Cseréptörés (1980)
- Az első lovashadsereg (1981)
- Török Gyula: A zöldköves gyűrű (1981)
- Charles Dickens: Szép remények (1981)
- Castle, John – Hailey, Arthur: Rémület a levegőben (1982)
- Díszvacsora a temetkezési vállalatnál (1982)
- Gyönyörű sors (1982)
- ÍRÓVÁ AVATNAK - Sütő András indulása (1982)
- Robert Louis Stevenson: Kincses sziget (1982)
- Szabó Lőrinc: A szökevény (1982)
- Testamentum (1982)
- Tóth Bálint: A niklai nemzetes úr (1982)
- Galgóczi Erzsébet: A kápolna titka (1983)
- Magányos vadász a szív (1983)
- Thury Zoltán: Katonák (1983)
- Tersánszky Józsi Jenő: A vízbefúlt csizmája (1983)
- Móra Ferenc: A rab ember fiai (1984)
- Tadeusz Rozewicz: Az éhezőművész elmegy (1984)
- Schnabel, Ernst: Anna Frank nyomában (1984)
- Csukás István: Gyalogcsillag (1985)
- Déry Tibor: Kedves Bópeer (1985)
- Jókai Mór: Az arany ember (1985)
- Karinthy Ferenc: Éljen és virágozzék! (1985)
- Molnár Ferenc: Az ismeretlen lány (1985)
- A karmester (1985)
- A szegényember öröme – irodalmi kompozíció (1985)
- Üdv néked, Arthur, nagy király! (1985)
- Hernádi Gyula: Gólem (1986)
- Kálnoky László: Az üvegkalap (1986)
- Rákosy Gergely: Az óriástök (1987)
- Mikszáth Kálmán: Krúdy Kálmán csínytevései (1987)
- Zombori Attila: Éjféli mise (1987)
- L'ubomír Feldek: Jánosik a la Couperin (1988)
- Odesszai történetek (1988)
- Alexandre Dumas: A fekete tulipán (1989)
- Spiró György: A hívás (1989)
- Somlyó György: Cantata Tremenda (1990)
- Kós Károly: Budai Nagy Antal (1991)
- Nyerges András: Makinyög (1992)
- A nagyratörő (1993)
- Ágh István: Eljárulás István királyhoz (1994)
- Herczeg Ferenc: Az élet kapuja (1994)
- Krúdy Gyula: Madárijesztő Manó kalandjai (1994)
- Gion Nándor: Ott zöldebb volt az erdő (1996)
- Kosztolányi Dezső: Csoda (1997)
- Weöres Sándor: Kétfejű fenevad (1997)
- Gosztonyi János: A hontalan (1998)
- Antoine O’Flatharta: Három pokróc 20 font (1998)
- John Ford: Kár, hogy kurva (1998)
- Papp Zoltán: Verziók, avagy a honvéd halála (2000)
- Száraz Miklós György: Atyamanó (2000)
- Vértessy Sándor: Asbóth Sándor, Lincoln magyar hőse (2000)

## Díjai
- Jászai Mari-díj (1957)
- Munkás Paraszt Hatalomért Emlékérem (1957) (Karhatalmista, Hunyadi laktanya 3. zászlóalj)
- Magyar Partizán Emlékérem (1957) (Görgey zászlóalj)
- Szocialista Hazáért Érdemrend (1967)
- Érdemes művész (1976)
- Kiváló művész (1985)
- Kossuth-díj (1998)